# John Hart (homme politique)
Pour les articles homonymes, voir Hart et John Hart.
John Hart (né le 31 mars 1879 et mort le 7 avril 1957), est un homme d'État. Il est le premier ministre de la Colombie-Britannique, province canadienne, du 9 décembre 1941 au 29 décembre 1947.

## Biographie

### Premières années
Né à Mohill (en) dans le comté de Leitrim en Irlande, Hart naît dans une famille de fermiers. Il arrive à Victoria en 1898. 
Hart commence à travailler dans le monde de l'industrie financière et fonde sa propre firme en 1909. 

### Carrière politique
Élu lors de l'élection de 1916, il siège à l'Assemblée législative de la Colombie-Britannique à titre de député libéral de la circonscription de Victoria City.
Peu après l'élection en 1917, il entre au cabinet du premier ministre John Oliver au poste de ministre des Finances. Il occupe se poste jusqu'en 1924 et à nouveau de 1933 à 1946. Entretemps, Hart se retire de la politique pour diriger sa propre entreprise. À divers moments, il sert également de ministre de l'Industrie (1922-1924 et 1933-1937), ministre des Terres (1944), ministre des Travaux publics (1942) et ministre des Chemins de fer (1942).

### Premier ministre
À la suite de l'élection de 1941, les Libéraux de Duff Pattullo ne parviennent pas à dégager de majorité en raison de la monté du nouveau Parti social-démocrate. Pattullo étant réticent à former une coalition avec les Conservateurs pour former le gouvernement, son parti le remplace par Hart au poste de chef et subséquemment de premier ministre.
De 1941 à 1945, le gouvernement Hart (en) acte en période de guerre et la majorité des projets gouvernementaux sont alors en suspens. La coalition étant facilement réélue en 1945, les Libéraux et Conservateurs concourent alors sous la même bannière pour la première fois.
Après 1945, Hart met en branle un ambitieux projet d'électrification rurale, de construction de barrages hydroélectrique et d'autoroutes. Son projet le plus signification est la mise en place de la route 97 jusqu'au nord de la province (dont une partie sera nommée en son honneur) et le lancement du Bridge River Power Project (en) qui sera le premier projet de développement hydroélectrique en Colombie-Britannique. Il établit la BC Power Commission, précurseur de BC Hydro, pour brancher les communautés délaissées par les fournisseurs privés.
En décembre 1947, il quitte ses fonctions de premier ministre et de ministre des Finances. Nommé président de l'Assemblée législative l'année suivante, il ne se représente pas lors de l'élection de 1949.

### Dernières années
Quittant le poste de premier ministre, Hart est l'un des rares à le faire sans défaite électorale, scandale ou décès. Il meurt à Victoria en avril 1957 à l'âge de 78 ans.

## Hommage
405 km de la route 97 sont nommés route John Hart en son honneur entre Prince George et Dawson Creek.
Le barrage John Hart (en) sur la rivière Campbell (en) sur l'île de Vancouver est aussi nommé en son honneur.